# Metrorower
Metrorower – uruchomiony 25 lutego 2024 całoroczny, publiczny system wypożyczania rowerów w Górnośląsko-Zagłębiowskiej Metropolii (GZM), którego operatorem jest Nextbike GZM. W skład systemu wchodzą 924 stacje i 7 tys. rowerów (stan na 1 sierpnia 2024).

## Historia

### Wcześniejsze systemy
W momencie powołania Górnośląsko-Zagłębiowskiej Metropolii (1 lipca 2017 roku) na jej terenie funkcjonowały trzy systemy rowerów miejskich: Gliwicki Rower Miejski, City by bike w Katowicach i Tyski Rower, a Sosnowiec miał podpisaną umowę na dostawę rowerów i stacji. W 2018 roku uruchomione zostały jeszcze: Kajteroz w Chorzowie, Siemianowicki Rower Miejski, Sosnowiecki Rower Miejski, Świętochłowicki Rower Miejski i Zabrzański Rower Miejski.
Mimo że operatorem wszystkich systemów był Nextbike, to regulaminy poszczególnych systemów zabraniały oddawania rowerów poza miastem wypożyczenia. Chcąc rozwiązać ten problem, GZM podpisała w 2019 roku z Nextbikiem umowę integrującą istniejące systemy zarządzane przez niego. Umowa objęła wyłącznie rowery standardowe i zakładała, że koszt relokacji rowerów pomiędzy miastami pokryje Metropolia. Umowa objęła systemy w Chorzowie, Gliwicach, Katowicach, Tychach, Siemianowicach Śląskich, Sosnowcu i Zabrzu.

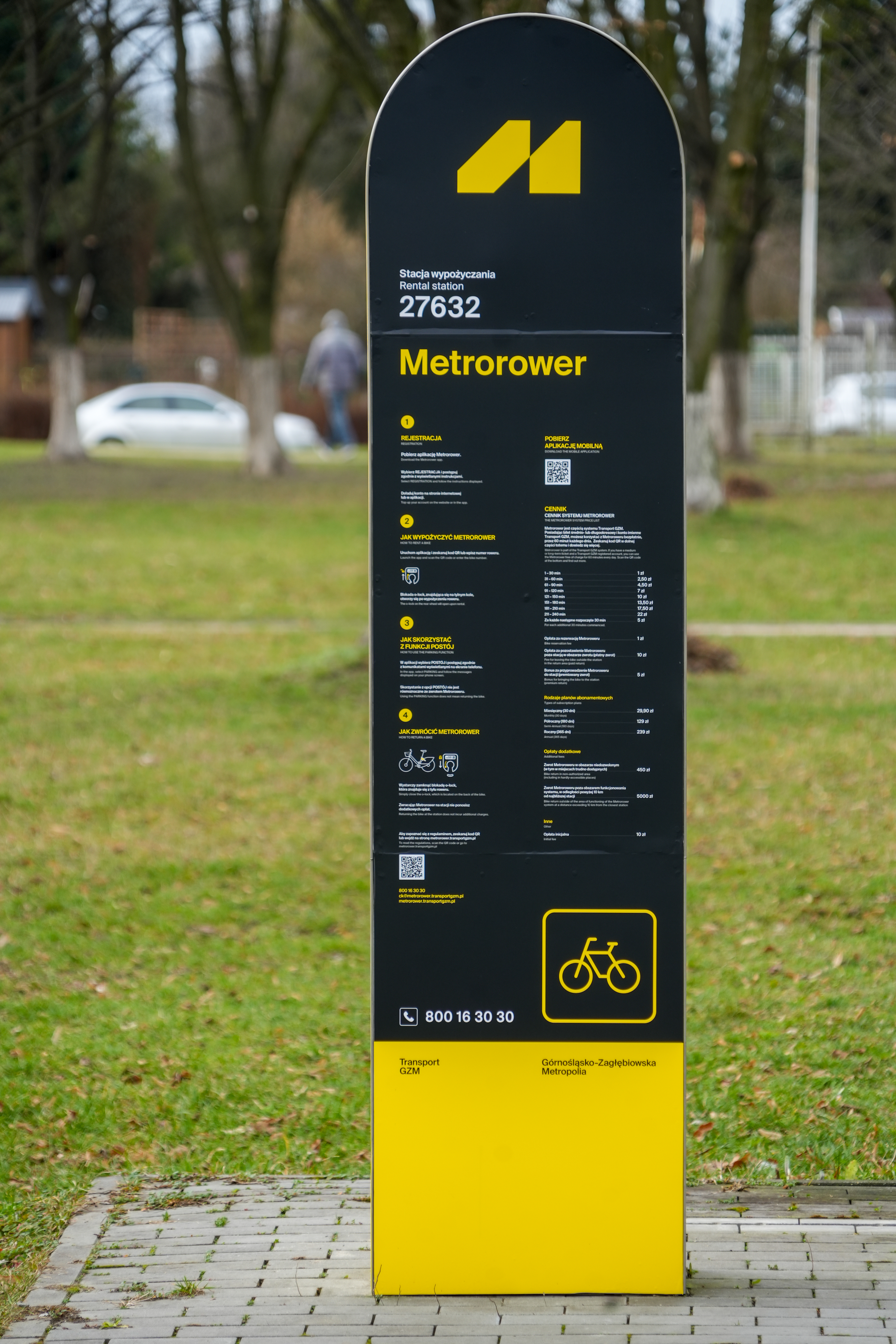
Totem informacyjny przy jednej ze stacji (2024)

W 2020 roku na terenie GZM pojawił się drugi operator rowerów miejskich, firma Roovee, która najpierw przejęła obsługę rowerów miejskich w Zabrzu w 2020 roku, a następnie w Gliwicach w 2021 roku, a potem uruchomiła w 2021 roku system w Czeladzi. Umowa integrująca systemy rowerów miejskich nie obejmowała tych zarządzanych przez tego operatora.
W 2022 roku Chorzów zdecydował się na unowocześnienie swoich rowerów, czyniąc je niekompatybilnymi z rowerami z sąsiednich miast. Tym samym również umowa integrująca systemy w różnych miastach przestała obowiązywać.

### Koncepcja
Równolegle z pracami nad integracją istniejących systemów rowerów miejskich, Górnośląsko-Zagłębiowska Metropolia pracowała nad własnym systemem, co zaowocowało tym, że 25 marca 2019 roku ogłosiła przetarg na wykonanie koncepcji „Elektrycznego Roweru Metropolitalnego”. Przetarg ten jednak nie zakończył się podpisaniem umowy, w związku z czym 17 grudnia tego samego roku Metropolia ogłosiła przetarg na wykonanie koncepcji „Roweru Metropolitalnego”. W efekcie tego, w lipcu 2020 roku podpisano ze spółką DS Consulting umowę na opracowanie tejże koncepcji. Opracowana koncepcja została w styczniu 2021 roku opublikowana w Biuletynie Informacji Publicznej GZM.

### Postępowanie
28 maja 2021 roku Górnośląsko-Zagłębiowska Metropolia ogłosiła postępowanie w trybie dialogu konkurencyjnego na Uruchomienie, zarządzanie i eksploatacja systemu Roweru Metropolitalnego na terenie Górnośląsko – Zagłębiowskiej Metropolii. Wnioski o dopuszczenie do udziału w postępowaniu złożyły dwie firmy: CityBike Global oraz Nextbike GZM i 6 kwietnia 2022 roku rozpoczęła się faza rozmów z nimi.
7 marca 2023 roku upłynął termin składania ofert w ramach drugiego etapu postępowania. Ofertę złożyło wyłącznie przedsiębiorstwo Nextbike GZM o wartości 331 mln zł brutto i 28 sierpnia właśnie ta oferta została wybrana, a 25 października nastąpiło podpisanie umowy. Umowa została zawarta na okres 59 miesięcy i zakładał trzyetapowe wdrażanie systemu.
W trakcie trwania postępowania wykonawcy złożyli pięć odwołań do Krajowej Izby Odwoławczej, które w większości zostały wygrane przez GZM.

### Funkcjonowanie
31 października 2023 roku odbyła się oficjalna prezentacja Metroroweru w Katowicach z udziałem przewodniczącego GZM Kazimierza Karolczaka oraz prezesa Nextbike’a Tomasza Wojtkiewicza. W drugiej połowie stycznia 2024 roku rozpoczął się montaż stacji pierwszego etapu, a kilka dni później, 26 stycznia GZM dokonało autopoprawki w swoim budżecie, tak aby etap pierwszy wdrażania Metroroweru mógł objąć dodatkowe – 8. miasto (Chorzów). 16 lutego rozpoczął się zamknięty rozruch testowy systemu. 23 lutego zgromadzenie GZM przyjęło uchwałę umożliwiającą przyspieszenie realizacji II i III fazy Metroroweru na przełom lipca i sierpnia 2024 roku.
25 lutego 2024 roku system został uruchomiony wraz z 276 stacjami w 8 miastach (Chorzowie, Czeladzi, Gliwicach, Katowicach, Siemianowicach Śląskich, Sosnowcu, Tychach i Zabrzu) oraz 1860 rowerami. Pomimo uruchomienia Metroroweru w Czeladzi, miasto zdecydowało się kontynunować na prowadzenie Czeladzkiego Roweru Miejskiego.
Pod koniec lipca tego samego roku operator rozpoczął uruchamianie dodatkowych stacji i dostawę dodatkowych rowerów. 1 sierpnia system został rozszerzony do 31 gmin (Będzin, Bieruń, Bytom, Chełm Śląski, Dąbrowa Górnicza, Gierałtowice, Knurów, Łaziska Górne, Mikołów, Mysłowice, Piekary Śląskie, Pyskowice, Radzionków, Ruda Śląska Rudziniec, Siewierz, Sławków, Świerklaniec, Świętochłowice, Tarnowskie Góry, Wojkowice, Wyry i Zbrosławice), 924 stacji i 7000 rowerów i tym samym stał się wówczas trzecim co do wielkości tego typu systemem w Europie.

### Metrorower elektryczny

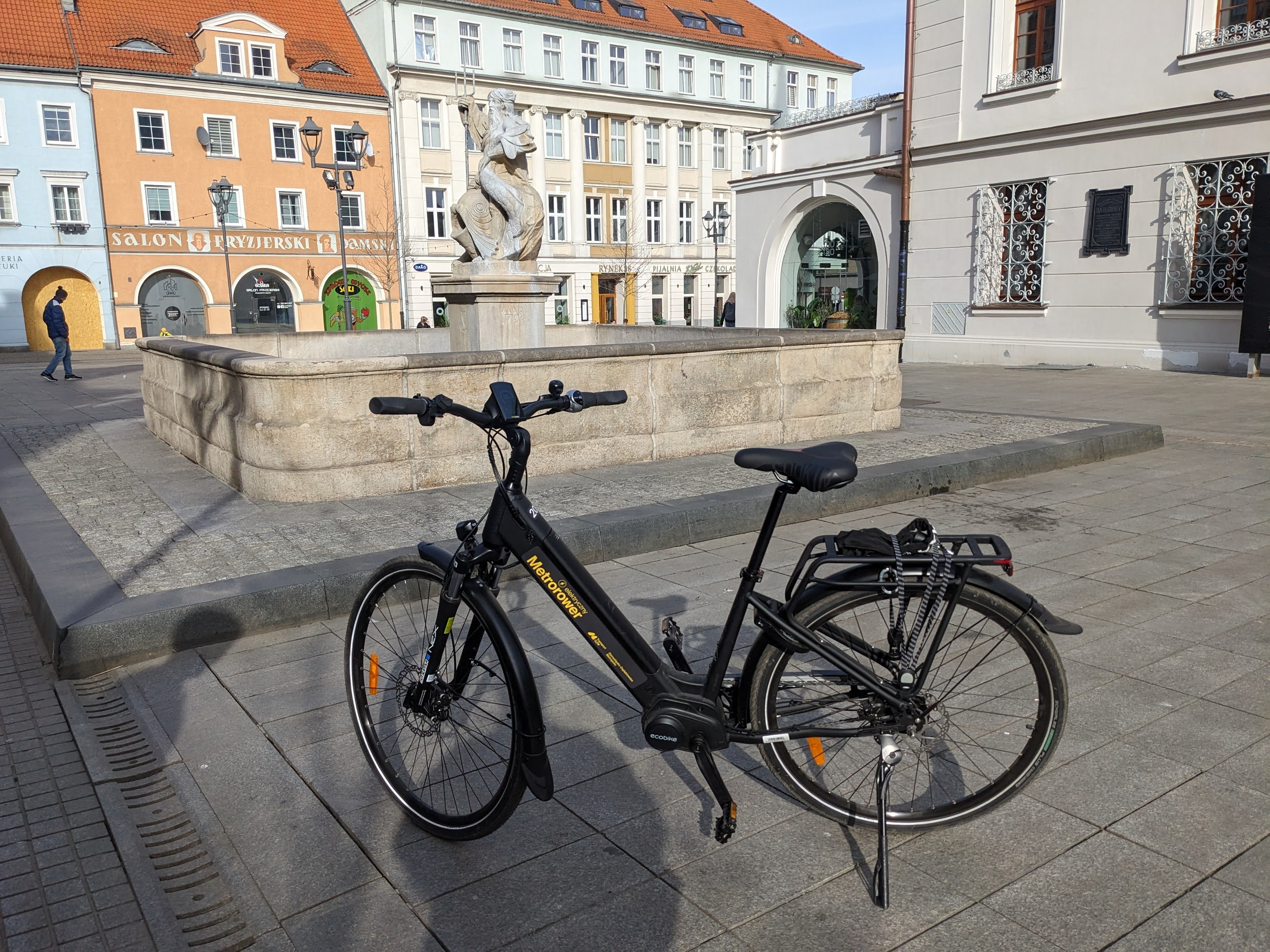
Metrorower elektryczny

12 grudnia 2024 spółka Serwis GZM zawarła z firmę BikeU umowę na dostawę 250 rowerów elektrycznych na potrzebny wypożyczalni długoterminowej. 28 lutego 2025 miała miejsce oficjalna prezentacja rowerów, a dzień później rozpoczęto zapisy chętnych chcących skorzystać z systemu. Chęć wypożyczenia rowerów zgłosiły 284 osoby, co poskutkowało koniecznością przeprowadzenia losowania.

## System
Uczestniczące gminy - faza 1
     Uczestniczące gminy - faza 2
     Pozostałe gminy GZM

Uczestniczące gminy - faza 1
Uczestniczące gminy - faza 2
Pozostałe gminy GZM

Metrorower to całoroczny system 4. generacji, który nie wymaga istnienia stacji bazowych, jednak w tej implementacji posiada stacje podobnie jak systemy 3. generacji. Odstawienie roweru do stacji nie jest obowiązkowe, ale jest premiowane niższymi opłatami. Opłaty za korzystanie są prowadzone w dwóch trybach: za przejazd (rozliczanie za każde 30 min) lub w abonamencie (miesięczny, półroczny, roczny). Jako uzupełnienie oferty transportowej, GZM wprowadził darmowe przejazdy dla posiadaczy biletów okresowych. Posiadacze tych biletów mogą korzystać każdego dnia przez 60 minut bez dodatkowych opłat z Metrorowerów. Również posiadacze karty Multisport otrzymują 60 min przejazdów dziennie w ramach usługi.
Korzystanie z roweru jest możliwe za pomocą aplikacji mobilnych firmy Nextbike oraz poprzez aplikację mobilną Transport GZM.

## Stacje
W ramach systemu funkcjonują 924 stacje na terenie 31 z 41 gmin GZM:
| Gmina (miasto)       | Przynależność do powiatu   | Liczba stacji | Faza uruchomienia |
| -------------------- | -------------------------- | ------------- | ----------------- |
| Będzin               | powiat będziński           | 20            | 2                 |
| Bieruń               | powiat bieruńsko-lędziński | 6             | 2                 |
| Bytom                | miasto na prawach powiatu  | 66            | 2                 |
| Chełm Śląski         | powiat bieruńsko-lędziński | 3             | 2                 |
| Chorzów              | miasto na prawach powiatu  | 45            | 1                 |
| Czeladź              | powiat będziński           | 13            | 1                 |
| Dąbrowa Górnicza     | miasto na prawach powiatu  | 40            | 2                 |
| Gierałtowice         | powiat gliwicki            | 9             | 2                 |
| Gliwice              | miasto na prawach powiatu  | 91            | 1                 |
| Katowice             | miasto na prawach powiatu  | 150           | 1                 |
| Knurów               | powiat gliwicki            | 11            | 2                 |
| Łaziska Górne        | powiat mikołowski          | 8             | 2                 |
| Mikołów              | powiat mikołowski          | 14            | 2                 |
| Mysłowice            | miasto na prawach powiatu  | 20            | 2                 |
| Piekary Śląskie      | miasto na prawach powiatu  | 20            | 2                 |
| Pyskowice            | powiat gliwicki            | 8             | 2                 |
| Radzionków           | powiat tarnogórski         | 3             | 2                 |
| Ruda Śląska          | miasto na prawach powiatu  | 54            | 2                 |
| Rudziniec            | powiat gliwicki            | 7             | 2                 |
| Siemianowice Śląskie | miasto na prawach powiatu  | 28            | 1                 |
| Siewierz             | powiat będziński           | 10            | 2                 |
| Sławków              | powiat będziński           | 4             | 2                 |
| Sosnowiec            | miasto na prawach powiatu  | 86            | 1                 |
| Świerklaniec         | powiat tarnogórski         | 6             | 2                 |
| Świętochłowice       | miasto na prawach powiatu  | 21            | 2                 |
| Tarnowskie Góry      | powiat tarnogórski         | 28            | 2                 |
| Tychy                | miasto na prawach powiatu  | 53            | 1                 |
| Wojkowice            | powiat będziński           | 5             | 2                 |
| Wyry                 | powiat mikołowski          | 6             | 2                 |
| Zabrze               | miasto na prawach powiatu  | 80            | 1                 |
| Zbrosławice          | powiat tarnogórski         | 9             | 2                 |

## Rowery

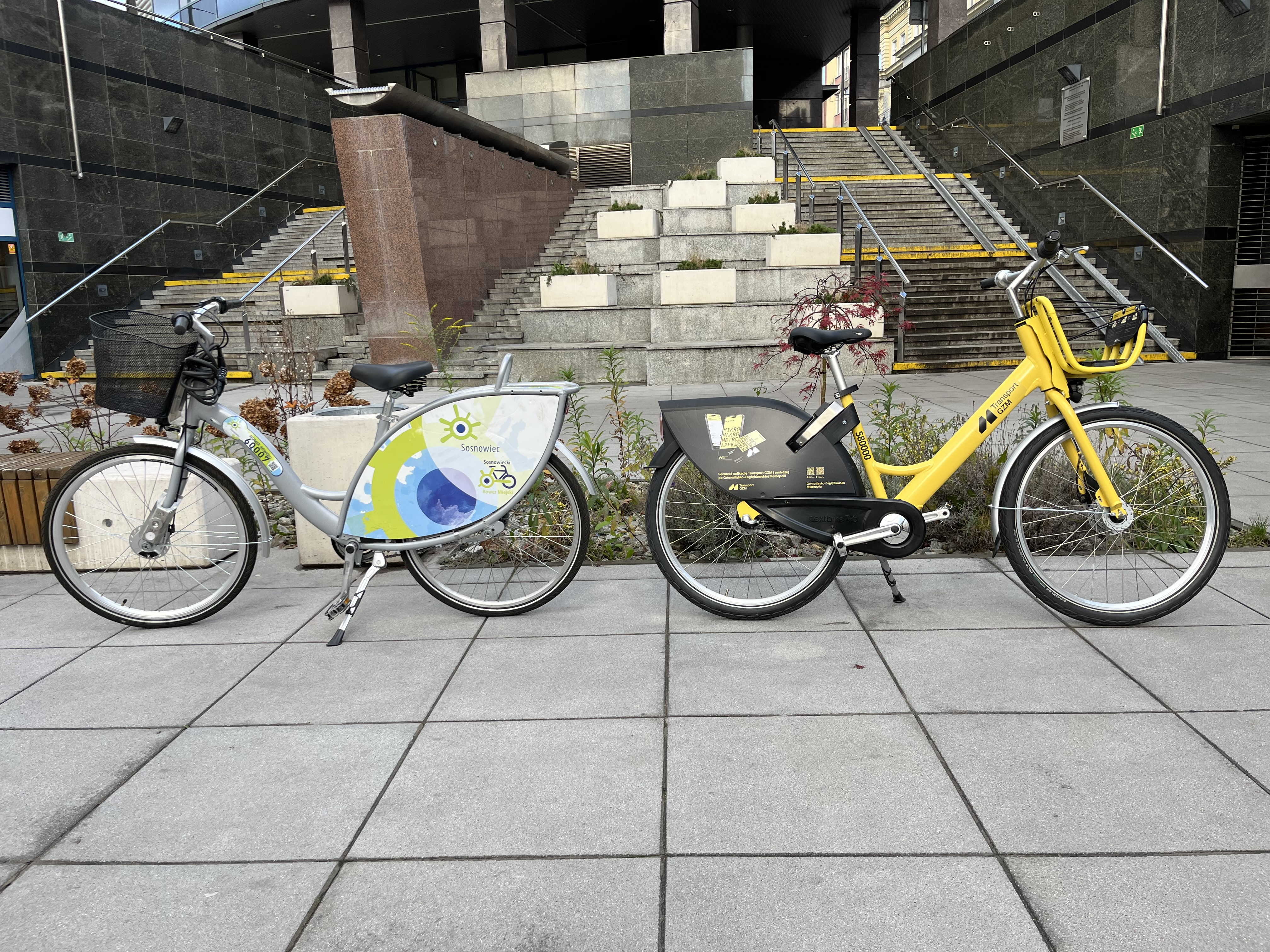
Rower systemu generacji 3 (po lewej) i 4 (po prawej) w Sosnowcu

W ramach systemu funkcjonuje 7 tys. rowerów z tradycyjnym napędem, ale są wyposażone w nadajnik GPS i elektrozamek, co powoduje, że nie trzeba przypinać ich do stojaków. Metrorower waży 20,5 kilograma, a jego elektronika jest zasilana z panelu solarnego umieszczonego w koszyku.

## Statystyki
W pierwszym miesiącu funkcjonowania systemu miało miejsce 46 tys. wypożyczeń, a w systemie zarejestrowało się 18 tys. osób (w tym 3,7 tys. poprzez konto Transport GZM). 20 maja natomiast osiągnięto 200 tys. wypożyczeń.
W pierwszej fazie (czyli okresie od 25 lutego do 31 sierpnia 2024 roku, w którym system funkcjonował w ośmiu miastach) miało miejsce 433 tys. podróży Metrorowerem, trwających łącznie 12,9 mln minut, w ramach których przejechano 1,68 mln km.
W połowie grudnia 2024 poinformowano, że przekroczono milion wypożyczeń.
Przez pierwszy rok funkcjonowania systemu w pełnym zakresie (1 sierpnia 2024 – 31 lipca 2025) doknano niespełna 1,3 mln wypożyczeń.
|      | Styczeń | Luty | Marzec | Kwiecień | Maj | Czerwiec | Lipiec | Sierpień | Wrzesień | Październik | Listopad | Grudzień |
| ---- | ------- | ---- | ------ | -------- | --- | -------- | ------ | -------- | -------- | ----------- | -------- | -------- |
| 2024 |         |      | 54     | 79       | 105 | 91       | 105    | 225      | 164      | 106         |          |          |

## Nagrody i wyróżnienia
- 2024 - nagroda podczas Kongresu Nowej Mobilności[48].